# Mixiuhca (estación)
Mixiuhca es una de las estaciones que forman parte del Metro de la Ciudad de México, perteneciente a la Línea 9. Se ubica al oriente de la Ciudad de México, en la alcaldía de Venustiano Carranza.

## Información general
Recibe su nombre por el pueblo de La Magdalena Mixiuhca, donde se encuentra situada. El símbolo representa a una mujer con un niño, ya que en náhuatl la palabra Mixiuhca significa "lugar de parto". Se ubica al oriente de la Ciudad de México, en la alcaldía Venustiano Carranza.

## Afluencia
La siguiente tabla muestra la afluencia de la estación en los últimos 10 años:
| Afluencia Anual de Pasajeros | Afluencia Anual de Pasajeros | Afluencia Anual de Pasajeros | Afluencia Anual de Pasajeros | Afluencia Anual de Pasajeros | Afluencia Anual de Pasajeros |
| ---------------------------- | ---------------------------- | ---------------------------- | ---------------------------- | ---------------------------- | ---------------------------- |
| Año                          | Afluencia                    | A Diario                     | Ranking                      | Incremento                   | Ref.                         |
| 2023                         | 7,080,229                    | 19,397                       | 55°/195                      | +3.81%                       | [ 2 ]                        |
| 2022                         | 6,820,483                    | 18,686                       | 51°/175                      | +55.45%                      | [ 3 ]                        |
| 2021                         | 4,387,575                    | 12,020                       | 66°/195                      | +15.90%                      | [ 4 ]                        |
| 2020                         | 3,785,696                    | 10,343                       | 98°/195                      | -43.45%                      | [ 5 ]                        |
| 2019                         | 6,694,736                    | 18,341                       | 98°/195                      | +1.30%                       | [ 6 ]                        |
| 2018                         | 6,608,798                    | 18,106                       | 101°/195                     | -1.72%                       | [ 7 ]                        |
| 2017                         | 6,724,486                    | 18,423                       | 94°/195                      | -4.06%                       | [ 8 ]                        |
| 2016                         | 7,009,299                    | 19,151                       | 92°/195                      | -1.91%                       | [ 9 ]                        |
| 2015                         | 7,145,429                    | 19,576                       | 89°/195                      | -2.81%                       | [ 10 ]                       |
| 2014                         | 7,351,812                    | 20,141                       | 88°/195                      | -4.18%                       | [ 11 ]                       |

## Salidas de la estación
- Nororiente: Eje 3 Oriente Avenida Francisco del Paso y Troncoso y Eje 3 Sur Avenida Morelos, colonia Jardín Balbuena
- Suroriente: Eje 3 Oriente Avenida Francisco del Paso y Troncoso y Eje 3 Sur Avenida Morelos, colonia Magdalena Mixiuhca